# Nathalie Lissenko
Natalya Andriánovna Lisenko, conocida como Nathalie Lissenko (Mykoláiv, 10 de agosto de 1884-París, 7 de octubre de 1969) fue una actriz teatral y cinematográfica ucraniana, activa en la época del cine mudo.

## Biografía
Su nombre completo era Natalya Andriánovna Lisenko, y nació en Mykoláiv, Ucrania, siendo su tío el compositor ucraniano Mykola Lysenko.
Hizo su debut en el teatro de aficionados ucraniano en Známyanka en la obra "No estaba destinado" de Mijaíl Stáritski.
En 1904, dejó sus estudios en el Teatro de Arte de Moscú y empezó a actuar en teatros rusos con su marido, Nikolai Radin. Tras divorciarse, Lisenko se casó con el conocido actor Iván Mozzhujin, del que fue también su constante compañera y socia artística.
En 1909-1912 actuó en el Teatro Solovtsov de Kiev.
Su primer papel en el cine fue el de Katyusha Máslova en el film del mismo nombre dirigido por Pyotr Chardynin a partir de la novela de León Tolstói "Resurrección").
En 1920, Nathalie Lissenko, su marido y otros varios cineastas, dejaron su país a causa de la revolución rusa y fueron a vivir a París. En dicha ciudad continuaron trabajando en el cine, actuando fundamentalmente para los estudios Albatros, colaborando ella de modo constante con Mosjoukine.
Nathalie Lissenko falleció en París, Francia, en 1969, siendo enterrada en el Cementerio Ruso de Notre-Dame-de-l'Assomption de Sainte-Geneviève-des-Bois cerca de Iván Mozzhujin.

## Filmografía
| - 1915 : Katyusha Maslova - 1915 : Leon Drey - 1915 : Nikolay Stavrogin - 1916 : Yastrebinoe gnedzo - 1916 : Nishchaya - 1916 : Na boikom meste - 1916 : Grekh - 1917 : Otets Sergiy - 1917 : Kulisy ekrana - 1917 : Prokuror - 1917 : Satana likuyushchiy - 1918 : Malyutka Elli - 1918 : Bogatyr dukha - 1919 : Tayna korolevy - 1920 : Chlen parlamenta - 1920 : L'Angoissante Aventure - 1921 : Justice d'abord - 1922 : Tempêtes - 1922 : La Fille sauvage - 1922 : Nuit de carnaval | - 1922 : La Riposte - 1923 : Le Brasier ardent, de Iván Mozzhujin y Alexandre Volkoff - 1923 : Calvaire d'amour - 1924 : L'Affiche - 1924 : Kean, el comediante - 1924 : Les Ombres qui passent - 1924 : Le Lion des Mogols - 1925 : Le Double Amour - 1927 : Kinderseelen klagen euch an - 1927 : Casanova - 1927 : Die selige Exzellenz - 1927 : En rade, de Alberto Cavalcanti - 1928 : Rasputins Liebesabenteuer - 1928 : Hurrah! Ich lebe! - 1928 : Fünf bange Tage - 1930 : Nuits de princes - 1932 : Ce cochon de Morin - 1933 : La mille et deuxième nuit - 1939 : Le Veau gras |